# İmamoğlu
İmamoğlu ist eine Kreisstadt und Landkreis der Provinz Adana in der Türkei. Seit einer Gebietsreform im Jahre 2014 sind Gemeinde (Belediye) und der Landkreis (İlçe) deckungsgleich. Der Landkreis ist 445 km² groß und liegt zentral in der Provinz. Die Einwohnerzahl beträgt 27.071 (Stand: Ende 2024). Der Name der Stadt bedeutet übersetzt Sohn des Imams.